# Tatbīr
Tatbīr (arabisch تطبير, DMG taṭbīr; auch Haidar, im indischen Raum als Talwar Zani und Qama Zani bekannt) ist ein Trauerritus, der von einigen Zwölfer-Schiiten am Aschura-Tag am 10. Muharram und am Arba'in-Tag ausgeübt wird. Der traditionelle Ritus beinhaltet, dass man sich weiße Kleidung anzieht und mit einem scharfen Gegenstand selbst am Kopf, Rücken und Brust verletzt oder derart geißelt, dass Blut fließt. Mit diesem Ritus gedenkt man der Schlacht von Kerbela, bei der Prophetenenkel Husain ibn ʿAlī und seine Gefährten und nahen Verwandten durch die Truppen des umayyadischen Herrschers Yazid I. den Märtyrertod erlitten.
Die allermeisten bedeutenden Gelehrten der Schiiten haben die Praxis des Tatbir für verboten erklärt:
| # | Großayatollah          | Urteil         | Beschreibung |
| - | ---------------------- | -------------- | --- |
| 1 | Abū l-Qāsim al-Chū'ī   | Verboten       | „Wenn das sich blutig schlagen (matam) und das sich mit Ketten schlagen, das in Muharam praktiziert wird, ernsthaften Schaden verursacht oder (das Ansehen) der Religion und Sekte verletzt oder lächerlich macht, dann ist es unzulässig.“ |
| 2 | Ali Sistani            | Verboten       | „[...] Also müssen Handlungen, die nicht verständlich sind und Missverständnisse und Missachtung der Religion verursachen, vermieden werden.“ |
| 3 | Ruhollah Khomeini      | Verboten       | „Trauern und Brust-schlagen für die ‚ungerecht Behandelten‘ (die Opfer der Trägodie von Kerbala) gehört zu den besten religiösen Praktiken, aber die Teilnehmer müssen Sorgfalt walten lassen, um Wunden und das Fließen von Blut zu vermeiden. Wenn solche Handlungen die Religion in Verruf bringen, sind sie verboten. In jedem Fall ist es empfehlenswert, dass die Teilnehmer von solchen Aktionen absehen.“ |
| 4 | Morteza Motahhari      | Verboten       | „Das sich blutig schlagen (matam) in seiner gegenwärtigen Form hat keine rationale oder religiöse Grundlage. Es ist ein klarer Fall von Abweichung. Zumindest verursacht es heute, dass der Schi'ismus in Frage gestellt wird. Aktivitäten, die mit den Zielen von Imam Husain nichts zu tun haben, sind Messer, Klingen und Schlösser. Den Kopf mit einer Klinge zu schlagen ist das gleiche. Das ist ein Fehler. Manche Menschen nehmen Klingen und schlagen ihren Kopf, wodurch Blut fließt - wofür? Diese Aktion ist keine Trauer.“ |
| 5 | Muhammad Baqir as-Sadr | Verboten       | „Das Gedenken ist ein Dorn im Auge der Tyrannen, und diese Rituale haben den Herzen der Generationen die Liebe von Imam Hussain (a.) und die Liebe des Islam eingepflanzt, deshalb sollten wir sie bewahren, obwohl einige von ihnen eine Polierung und Änderung brauchen.“ |
| 6 | Ali Chamene'i          | Verboten       | „Zusätzlich zu der Tatsache, dass es nicht in der allgemeinen Ansicht als Manifestationen von Trauer und Kummer gehalten wird und es keinen Präzedenzfall zu Lebzeiten der Imame und sogar danach gibt und wir keine von den Unfehlbaren zitierte Tradition erhalten haben über jegliche Unterstützung dieser Handlung, sei sie nun privat oder öffentlich, würde diese Praxis den anderen heute ein schlechtes Bild unserer Denkschule geben. Daher kann es auf keinen Fall als zulässig angesehen werden.“                            |
| 7 | Lankarani              | Verboten       | „[...] Es ist klar, dass das sich blutig schlagen (matam) in dieser Situation diese Rolle nicht spielt; es hat vielmehr eine negative Wirkung, weil es nicht akzeptiert werden kann und keine Beweise für seine Gegner hat. Daher ist es notwendig, dass die Schiiten, die Imam Husains (a.) Schule des Denkens lieben, davon Abstand nehmen. Wenn man in dieser Hinsicht einen Eid geleistet hätte, hätte der Eid nicht die Bedingungen eines korrekten Eides.“                                                                        |
| 8 | Makarem Shirazi        | Verboten       | „Tatbir ist eine Innovation, die dem Namen der Schiiten erheblichen Schaden zugefügt hat. Aufgrund dieser Tat wurden die Schia weltweit der Ignoranz und des Wahnsinns beschuldigt. In dieser Zeit stellen wir klar fest, dass dieser Akt vollständig vermieden werden sollte. Einfach gesagt, ist es Haram, dem Körper Schaden zuzufügen, sei es durch Tatbir, Klingenketten oder sich selbst in einer Weise zu verletzen, die eine bedeutende Körperverletzung verursacht.“                                                           |
| 9 | Sadiq Hussaini Shirazi | Nicht verboten | „Tatbir ist an Arba'in, Fatimiyah und anderen traurigen Anlässen erlaubt, obwohl es besser ist, Tatbir als ein Ritual nur für Ashura alleine zu halten.“ |